# 魔法门系列
《魔法门》（缩写“MM”）
是由New World Computing公司开发的电脑角色扮演游戏系列。其创始人为乔·万·坎赫姆。魔法门系列被认为是早期角色扮演类游戏的奠基系列作品之一。
除了RPG魔法门系列游戏之外，其同时出品的、拥有同样游戏世界观与连续的情节的魔法门之英雄无敌系列回合制策略游戏同样拥有广大玩家。
New World Computing公司于1996年被3DO公司收购。在3DO公司于2003年5月正式破产后，魔法门及英雄无敌系列游戏的版权被以130万美元的价格卖给了育碧公司。
2018年5月31日，由Ubisoft巴塞罗那工作室研发的策略RPG手机游戏（魔法门IP续作）《魔法門：元素守護者》正式发行。

## 历史
该系列歷經十代:
- 《魔法門I：心靈聖地之謎》（1986年；Apple II、Mac、MS-DOS、Commodore 64、NES、MSX、PC-Engine）
- 《魔法門II：異世界之門》（1988年；Apple II、Amiga、MS-DOS、Commodore 64、Mac、Sega Genesis、SNES（欧版）、SNES （日版，与欧版不同)、MSX、PC-Engine）
- 《魔法門III：幻島歷險記》（1991年；MS-DOS、Mac、Amiga、SNES、Sega Genesis、Sega CD、PC-Engine）
- 《魔法門IV：星雲之謎》（1992年；MS-DOS、Mac）
- 《魔法門V：黑暗星雲》（1993年；MS-DOS、Mac）
  - 4+5代整合版：《魔法門：星雲世界》（1994年；MS-DOS、Mac）
  - 資料片：《星雲之劍》（1995年；MS-DOS）
- 《魔法門VI：奉天承運》（1998年；Windows）
- 《魔法門VII：血統與榮耀》（1999年；Windows）
- 《魔法門VIII：毀滅者之日》（2000年；Windows）
- 《魔法門IX》（也称：《魔法門IX：命運聖典》；2002年；Windows）
  - 外传：《魔法門之黑暗彌賽亞》（2006年）
- 《魔法门X：遗产》（2014年1月23日；Windows）

还有几个衍生游戏，包括魔法门之英雄无敌、魔法门之十字军、魔法门之勇士和魔法门传奇。
2003年8月，育碧在3DO破产后以130万美元获得魔法门版权。育碧计划继续生产魔法门系列游戏。

## 操作
游戏大部分设定在中世纪奇幻背景之下。玩家控制一组有不同角色职业的角色。游戏世界用第一人称视角展现。早期游戏的界面和《冰城传奇》相似，但从《魔法门VI：天堂之令》开始，界面采用类似《毁灭战士》的三维世界。战斗采用回合制，但后来的游戏允许玩家选择即時战斗。
魔法门的游戏里的世界相当广阔，玩家可以在里面花上数十小时。通常有很多战斗，并且有很多组敌人。怪物通常是著名的奇幻类生物，如巨鼠、美杜沙、龙和僵尸，而非原创。

## 世界观
魔法门系列游戏使用了各种常见奇幻类题材和元素，但该系列的实际世界观有两套——魔法门I-IX及英雄无敌I-IV使用的是NWC创造的科幻世界观，而魔法门X及英雄无敌V-VII使用的是UBI重新创造的亚山世界观。

### 共通
魔法门世界的特色是其丰富多彩且体系明确的的魔法，职业和种族。
主要职业：
- 战士
- 圣骑士
- 法师
- 牧师
- 盗贼
- 僧侣
- 德鲁伊
- 弓箭手

主要魔法派系：
- 风
- 火
- 水
- 土
- 精神
- 躯体
- 灵魂
- 光明
- 黑暗

主要种族：
- 人类
- 精灵
- 野蛮人
- 术士
- 法师（从II开始成为独立种族）
- 亡灵（从II开始成为独立种族）
- 地狱（从III开始成为独立种族）
- 驯兽师（从III开始成为独立种族）
- 元素（从III开始成为独立种族）
- 黑暗精灵（从V开始成为独立种族）
- 娜迦（从VI开始成为独立种族）
- 矮人（从VII开始成为独立种族）

### 旧世界
拥有超高科技的古代人（Ancients）在宇宙中创造了许多拥有生命的微行星。他们通过基因实验的方式创造了不同的种族，并以神明的身份引导他们的演化。然而，古代人与相貌类似恶魔的克瑞根人（Kreegan）发生了一场席卷整个宇宙的大战，导致许多微行星失去了和古代人家园的联系。于是，被古代人留在这些行星中的守护者们根据自己的判断发起了行动……而这些判断，对于身为原住民的英雄们来说，却不一定是什么好消息。另一方面，生性便喜欢破坏和掠夺的克瑞根人也在另一边虎视眈眈……

### 亚山世界
宇宙创世时，秩序之龙·亚莎（Asha）和混沌之龙·鄂伽什（Urgash）发生了大战。亚莎在她的孩子们，代表了六大元素的龙神的帮助下，将鄂伽什和他的恶魔眷族们一起封印在了星球的中心。然而，同样受了重伤的的亚莎也在月亮上开始长眠以便养伤。
时光流转，六龙神分别创造了自己的眷族。
- 代表光明的艾尔拉斯（Elrath）创造了高洁的天使
- 代表黑暗的玛拉莎（Malassa）创造了神秘的无面者
- 代表烈火的阿卡斯（Akarth）创造了耿直的矮人
- 代表大地的希尔樊娜（Sylvanna）创造了优雅的精灵
- 代表海洋的莎拉萨（Shalassa）创造了沉稳的娜迦
- 代表空气的伊拉斯（Y'lath）创造了自由的人类

后来，光明之龙与黑暗之龙爆发了长老之战，以两败俱伤结束。之后，天使们缓慢获得了一部分人类的信仰。另一方面，一部分无信的法师们不惧一切的追求真理本身，而其中最强的萨·艾朗获得了亚莎本身的垂青，并因为启蒙而成为了第七龙。另一方面，精灵因为一场内乱而分裂出了投入玛拉莎怀抱的黑暗精灵。最后，一部分人类获得了亚莎的一部分权柄，成为了依然可以活动的亡灵。
龙神们逐渐离开了尘世，然而各大种族却依然在为了生存空间互相攻伐。然而，在大多数人已经忘记的地心里，混沌之龙从未放弃过反攻地面的计划……